# Абу-Гош
Абу́-Гош (араб. أبو غوش‎; ивр. אבו גוש‎) — местный совет в Иерусалимском округе Израиля, населённый преимущественно израильскими арабами. Расположен в 13 км на запад от Иерусалима, на высоте 610—720 м над уровнем моря. Его площадь составляет 1887 дунамов.
В XII веке Абу-Гош отождествлялся с библейским Эммаусом, где воскресший Христос преломил хлеб для двух учеников (Лк. 24:13-32), и с ветхозаветным Кириаф-Иаримом, куда был возвращён Ковчег Завета, после его освобождения от филистимлян (1Цар. 6:21).
Город с давних времён известен дружественным отношением своего населения к евреям. Местные арабы поддержали создание Государства Израиль в 1948 году, лояльно относятся к политике Израиля, часть молодёжи города служит добровольцами в небоевых частях армии обороны Израиля.
В неакадемических источниках, не подкреплённых серьёзной этнографической базой, можно встретить отголоски поверья, что жители Абу-Гоша являются арабизированными потомками переселенцев с Кавказа в XVI веке — черкесов (адыгов). Чеченские же неакадемические источники даже утверждали — также не приводя серьёзного этнографического обоснования — что некоторые из жителей Абу-Гоша считают себя чеченцами. Однако в литературе однозначно указывается арабское происхождение семейства Абу-Гош, основателей поселения.
Дважды в год в Абу-Гоше проводится традиционный музыкальный фестиваль.
В 2010 году город попал в Книгу рекордов Гиннесса за самое крупное в мире блюдо из хумуса.

## Население
По данным Центрального статистического бюро Израиля, население на начало 2020 года составляло 7 698 человек.

## Религиозные места

### Христианские
- Бенедиктинский монастырь Воскресения Господня.
- Церковь Богоматери Ковчега Завета.

### Исламские
- Историческая мечеть расположена в центре города.
- В 2014 году построена мечеть имени первого президента Чеченской Республики Ахмата Кадырова[13]. В 2023 году повреждена ракетой ХАМАСа[10][14].